# Höträsket (Nederluleå socken, Norrbotten, 728862-179031)
Höträsket är en sjö i Luleå kommun i Norrbotten och ingår i Insjöar i Luleälven-Alåns kustområde. Sjön har en area på 0,158 kvadratkilometer och ligger 15 meter över havet.

## Delavrinningsområde
Höträsket ingår i det delavrinningsområde (728868-178959) som SMHI kallar för Rinner mot Inre Lulefjärden. Medelhöjden är 18 meter över havet och ytan är 6,12 kvadratkilometer. Det finns inga avrinningsområden uppströms utan avrinningsområdet är högsta punkten. Avrinningsområdets utflöde mynnar i havet, utan att ha någon enskild mynningsplats. Avrinningsområdet består mestadels av skog (58 procent). Avrinningsområdet har 0,25 kvadratkilometer vattenytor vilket ger det en sjöprocent på 4 procent. Bebyggelsen i området täcker en yta av 1,94 kvadratkilometer eller 32 procent av avrinningsområdet.